# Aweinatt Thall
Aweinatt Thall est une commune de Mauritanie située dans le département de Tintane de la région de Hodh El Gharbi.